# Ed Greenwood

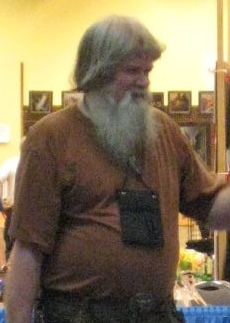
Ed Greenwood

Ed Greenwood (* 1959 in Toronto, Ontario) ist ein kanadischer Schriftsteller und Spieledesigner. Er schreibt Science-Fiction und Fantasyromane, die teilweise auf Pen-&-Paper-Rollenspielen beruhen.
Im Jahre 1975 erschuf er die Vergessenen Reiche, eine Kampagnenwelt, für die er später auch Romane schrieb. Außerdem verfasste er über 200 Artikel für das Dungeons-&-Dragons-Magazin Dragon und ist sowohl lebenslanges Mitglied in der „Role Playing Game Association (RPGA)“ als auch mehrmaliger Ehrengast bei der Gen Con. Neben den Tätigkeiten als Schriftsteller und Spieledesigner arbeitet er auch als Bibliothekar. 2004 wurde er in die Hall of Fame des Origins Award aufgenommen.
Gegenwärtig lebt er in einem alten Bauernhaus in der Nähe von Cobourg, Ontario in Kanada.

## Bibliografie

### Die vergessenen Reiche (The Forgotten Realms)

#### Shandril’s Saga
- Spellfire, TSR 1988, ISBN 0-88038-587-1
- Crown of Fire, 1994
- Hand of Fire, Wizards of the Coast 2002, ISBN 0-7869-2760-7

#### Die Kormyr-Saga
Im Original: The Cormyr Saga. Deutsche Erstveröffentlichung im Blanvalet-Verlag, München. Übersetzungen von Marcel Bieger und Cornelia Köhler.
Die Trilogie über das Land Cormyr und seine Generationen von Zauberern und Königen
- Buch 1: Dunkle Fänge. Mit Jeff Grubb. 2007, ISBN 978-3-442-24419-5 (englisch: Cormyr: A Novel. 1996.).
- (Buch 2 ist Jenseits der Berge von Troy Denning)
- Buch 3: Die Ritter des Purpurdrachen. Mit Troy Denning. 2009, ISBN 978-3-442-24430-0 (englisch: Death of the Dragon. 2000.).

#### Die Legende von Elminster
Im Original: The Elminster Series. Deutsche Erstveröffentlichung im Blanvalet-Verlag, München. Übersetzungen von Marcel Bieger.
- Teil 1: Der Zauberkuss. 2002, ISBN 3-442-24223-1 (englisch: Elminster – The Making of a Mage. 1994.).
- Teil 2: Die Elfenstadt. 2003, ISBN 3-442-24224-X (englisch: Elminster in Myth Drannor. 1997.).
- Teil 3: Die Versuchung. 2003, ISBN 3-442-24240-1 (englisch: The Temptation of Elminster. 1998.).
- Teil 4: Im Bann der Dämonen. 2003, ISBN 3-442-24239-8 (englisch: Elminster in Hell. 2001.).
- Teil 5: Die Tochter des Magiers. 2006, ISBN 3-442-24380-7 (englisch: Elminster's Daughter. 2004.).

#### The Sage of Shadowdale
- Elminster Must Die!, Wizards of the Coast 2010, ISBN 978-0-7869-5193-2
- Bury Elminster Deep, Wizards of the Coast 2011, ISBN 978-0-7869-5815-3
- Elminster Enraged, Wizards of the Coast 2012, ISBN 978-0-7869-6029-3

#### Shadow of the Avatar
- Shadows of Doom, TSR 1995, ISBN 0-7869-0300-7
- Cloak of Shadows, TSR 1995, ISBN 0-7869-0301-5
- All Shadows Fled, TSR 1995, ISBN 0-7869-0302-3

#### The Harpers
- Crown of Fire, TSR 1994, ISBN 1-56076-839-8
- Stormlight, TSR 1996, ISBN 0-7869-0520-4

#### Double Diamond Triangle
- The Mercenaries, TSR 1998, ISBN 0-7869-0866-1
- The Diamond, TSR 1998, ISBN 0-7869-0872-6 (mit J. Robert King)

#### Stories of the Seven Sisters
- Silverfall: Stories of the Seven Sisters, Wizards of the Coast 1999, ISBN 0-7869-1365-7

#### Cities
- The City of Splendors: A Waterdeep Novel, Wizards of the Coast 2005, ISBN 0-7869-3766-1 (mit Elaine Cunningham)

#### Best of the Realms
- The Stories of Ed Greenwood, Wizards of the Coast 2005, ISBN 0-7869-3760-2

#### Knights of Myth Drannor
- Swords of Eveningstar, Wizards of the Coast 2006, ISBN 0-7869-4022-0
- Swords of Dragonfire, Wizards of the Coast 2007, ISBN 978-0-7869-4339-5
- The Sword Never Sleeps, Wizards of the Coast 2008, ISBN 978-0-7869-4914-4

#### Chosen Heirs
- Death Masks, Wizards of the Coast 2016, ISBN 978-0-7869-6593-9

### Sonstige Werke

#### Der Ring der Vier
alle übersetzt von Marcel Bieger
- The Kingless Land, Tor 2000, ISBN 0-312-86721-2
  - Land ohne König, Blanvalet 2003, ISBN 3-442-24241-X
- The Vacant Throne, Tor 2001, ISBN 0-312-86722-0
  - Der leere Thron, Blanvalet 2004, ISBN 3-442-24242-8
- A Dragon's Ascension, Tor 2002, ISBN 0-7653-0222-5
  - Die verzauberte Schlange, Blanvalet 2004, ISBN 3-442-24290-8
- The Dragon's Doom, Tor 2003, ISBN 0-7653-0223-3
  - Die Schattenpriester, Blanvalet 2004, ISBN 3-442-24295-9
- The Silent House, Tor 2004, ISBN 0-7653-0817-7
  - Der Palast des Verderbens, Blanvalet 2004, ISBN 3-442-24339-4

#### Falconfar Saga
- Dark Lord, Solaris 2007, ISBN 978-1-84416-519-3
- Arch Wizard, Solaris 2009, ISBN 978-1-84416-588-9
- Falconfar, Rebellion 2010, ISBN 978-1-906735-60-9

#### Niflheim
- Dark Warrior Rising, Tor 2007, ISBN 0-7653-1765-6
- Dark Vengeance, Tor 2008, ISBN 978-0-7653-1766-7

### Sachbücher
- Forgotten Realms: Campaign Setting (Advanced Dungeons and Dragons, 2nd Edition), 1993
- Castlemorn Players Guide, 2004